# Middeleeuwse Scandinavische wetten
De middeleeuwse Scandinavische wetten werden oorspronkelijk onthouden door de wetsprekers, maar na de tijd van de Vikingen werden ze opgeschreven. Aanvankelijk werden ze geografisch beperkt tot kleine rechtsgebieden (lögsögur), en de Bjarkeyjar wetten betroffen verschillende handelssteden, maar later waren er wetten die werden toegepast op complete Scandinavische koninkrijken.
De rechtsinstelling, het ding, gebruikte de wet en hoorde getuigen om te oordelen of de verdachte schuldig was of niet. Doorgaans waren er twee soorten straffen: Verbanning en boetes. In zeldzame gevallen kon een verdachte ook tot de doodstraf veroordeeld worden. De meest gebruikelijke bestraffing werd echter beboeten, het bedrag varieerde afhankelijk van de ernst van de overtreding.

## IJsland
In 1117 beslisten de Alding dat alle wetten opgeschreven moesten worden. Dit werd bereikt op Hafliði Mássons boerderij in de winter en het daaropvolgende jaar gepubliceerd. De daaruit voortvloeiende codex is bekend als de Grauwe Gans Wetten (IJslands: Grágás) en waren een verzameling van wetten van de periode van het IJslands Gemenebest (IJslands: Þjóðveldið Ísland) bestaande uit IJslandse burgerlijke wetten en de wetten die de christelijke kerk in IJsland bestuurden.

## Denemarken
Het middeleeuwse Denemarken was verdeeld in drie rechtsgebieden die elk door hun eigen provinciale wet bestuurd werden; de Skånese Wet gold in Skåneland, de Seelandse Wet gold in Seeland en Lolland, en de Jutlandse Wet gold in Jutland (zowel in het noordelijke als in het zuidelijke deel) en in Funen.
Skåneland was Deens tot aan het midden van de 17e eeuw, en de Skånese Wet dateert van vóór Zwedens soortgelijke provinciale wetten. Deze Skånese Wet is opgeschreven rond 1200 en bestaat in een aantal wetboeken. Het eerste bestaande manuscript  SKB B74 is tussen 1225-1275 gemaakt en is nu ondergebracht in de Kungliga Biblioteket in Stockholm. Een andere kopie, de Codex Runicus, is geheel in runenalfabet geschreven rond 1300 en wordt nu bewaard in het Arnamagnæan Instituut van de Universiteit van Kopenhagen. Deze manuscripten zijn echter kopieën van oudere wetboeken en de Skånese wet geldt dus als een van de oudste provinciale wetten in de Scandinavische landen.
Alle drie de provinciale wetten zijn ingesteld door koning Waldemar II van Denemarken. De jongste van de drie, de Jutlandse Wet, is in 1241 ingesteld. Seeland kreeg later twee aanvullende wetten: Koning Erics Seelandse Wet en de Seelandse kerkelijke wet. Het blijft onduidelijk naar welke koning Eric de oude wet verwijst.
De drie wetten werden in 1683 vervangen voor de Deense Wet van koning Christian V, maar omdat deze wet niet geïntroduceerd is in Schleswig bleef de Jutlandse wet van kracht in dit rechtsgebied. De oudst bekende kopie van de Jutlandse Wet, Codex Holmiensis 37 is tegenwoordig eigendom van de Kungliga Biblioteket in Stockholm. Recent onderzoek heeft eerdere beweringen die dit exemplaar beschreven als Zweedse oorlogsbuit van de 1657-60 oorlogen afgewezen, het boek lijkt in bezit te zijn geweest van een Deense eigenaar tijdens het begin van de 18e eeuw.

## Zweedse provinciale wetten
De Zweedse provinciale wetten (Zweeds: landskapslag) waren de wetgeving in Zweden tijdens de middeleeuwen. De provincies van Zweden, of landskap waren praktisch afzonderlijke landen en had individuele wetten.
Het is bekend dat er provinciale wetten bestaan hebben in Västergötland, Östergötland, Dalarna, Hälsingland, Södermanland, Uppland, Västmanland, Värmland en Närke. Er bestond ook een provinciale wet voor Gotland, Gutalagen. 
In oudere tijden werden de wetten onthouden door een wetspreker (Lagman). Rond 1200 begonnen de wetten overgedragen te worden in schriftelijke vorm. Dit was waarschijnlijk te wijten aan kerkelijke invloeden.
De oudste Zweedse wet is de Westrogotische wet of Västgötalagen, die werd gebruikt in de provincie Västergötland in west Zweden. Net als Gutalagen stamt de oudste geschreven versie uit ongeveer 1220. Sommige verordeningen vinden waarschijnlijk hun oorsprong in de tijd van de Vikingen. Een wet dat "geen man kan erven terwijl hij in Griekenland is" zou bijvoorbeeld nuttig zijn geweest tijdens de Vikingtijd toen veel Zweden dienden in het  Varjagen leger, maar in een tijd waarin van deze situatie geen sprake meer was, was deze wet onnodig. 
Van de boete moest een derde worden betaald aan de benadeelde; een derde aan de Herred
 en een derde aan de koning.
Rond 1350 werden de Zweedse provinciale wetten vervangen voor een landelijke wet, de landelijke wet van Magnus Eriksson. Gutalagen was in gebruik tot 1595 de Skåese wet tot 1683.

## Erfgoed
De wetten zijn niet alleen van belang in context van de juridische geschiedenis, maar ook om de waardevolle informatie die zij bieden over het land en zijn inwoners.
De wet teksten behoren ook tot de vroegst bekende bronnen van het Zweeds.